# El falcó del mar
 El falcó del mar  (original: The Sea Hawk) és una pel·lícula d'aventures marítimes estatunidenca dirigida per Michael Curtiz, estrenada el 1940. Va ser nominada a 4 Oscars. Ha estat doblada al català.
Interpretació molt lliure de la de Rafael Sabatini (The Sea Hawk), és menys fidel a aquesta que la pel·lícula muda del mateix nom estrenada el 1924. La pel·lícula és, en part, basada en la temptativa d'invasió d'Anglaterra per Espanya amb l'Armada Invencible el 1588.

## Argument
Geoffrey Thorpe, capità del vaixell L'àguila dels mars, és un corsari comissionat per la reina Isabel I d'Anglaterra per atacar els vaixells espanyols. Capturat, descobreix que el rei Felip II d'Espanya i el seu ambaixador Lord Wolfingham volen llançar secretament l'Armada Invencible contra Anglaterra.

## Anàlisi del film
Es pot establir un paral·lelisme entre la temptativa d'invasió d'Anglaterra per Espanya el 1588 i la guerra que va lliurar l'Alemanya nazi al Regne Unit en la Batalla d'Anglaterra, el 1940.
Igualment, el discurs final de la reina, dient que és deure de les persones lliures lluitar i que el món no pertany a un sol individu, apuntava directament al públic britànic, en plena Segona Guerra Mundial.

## Repartiment
- Errol Flynn: el capità Geoffrey Thorpe, un corsari al servei de la reina Isabel
- Brenda Marshall: Doña María Álvarez de Córdoba, la neboda de l'ambaixador d'Espanya
- Claude Rains: Don José Álvarez de Córdoba, son oncle, l'ambaixador d'Espanya a Anglaterra
- Flora Robson: la reina Elisabet I d'Anglaterra
- Donald Crisp: Sir John Burleson
- Henry Daniell: Lord Wolfingham, el canceller de la reina
- Alan Hale: Carl Pitt, el segon de Thorpe
- Gilbert Roland: capità López
- Una O'Connor: Miss Martha Latham, la dama de companyia de Doña María
- Montagu Love: el rei Felip II d'Espanya
- Pedro de Cordoba: el capità Mendoza
- Ian Keith: Peralta
- James Stephenson: l'abat
- Victor Varconi: el general Aguirre
- William Lundigan: Danny Logan
- Julien Mitchell: Oliver Scott
- J. M. Kerrigan: Eli Matson
- David Bruce: Martin Burke
- Clifford Brooke: William Tuttle
- Clyde Cook: Walter Boggs
- Fritz Leiber: l'inquisidor
- Robert Warwick: Frobisher
- Jack LaRue: el tinent Ortega

I, entre els actors que no surten als crèdits:
- Mary Anderson: serventa
- Edgar Buchanan: Ben Rollins
- Nestor Paiva: cap dels esclaus
- Frederick Worlock: Darnell
- Maurice Costello: home amb una llança

## Al voltant de la pel·lícula
- El falcó del mar és considerat per molts crítics i historiadors com l'obra mestra del cinema d'aventures marítimes.[3]
- Aquesta pel·lícula és igualment considerada com l'apogeu del duo Errol FLynn/Michael Curtiz, la col·laboració entre els quals va començar el 1935 amb Capità blood.[3]
- Gràcies a la seva interpretació de la reina Isabel d'Anglaterra en L'Armada Invencible (1937), de William K. Howard, Flora Robson va ser convidada a Hollywood per reprendre-hi el seu paper.[3]

## Premis i nominacions

### Nominacions
- 1941. Oscar a la millor banda sonora per Erich Wolfgang Korngold
- 1941. Oscar a la millor direcció artística per Anton Grot
- 1941. Oscar a la millor edició de so per Nathan Levinson
- 1941. Oscar als millors efectes visuals per Byron Haskin (fotografia)